# محوطه شاهرخ‌آباد ۱
محوطه شاهرخ‌آباد ۱ مربوط به عصر آهن ۳ است و در شهرستان کرمانشاه، بخش مرکزی، دهستان میان دربند، ۷۰۰ متری جنوب روستای شاهرخ‌آباد واقع شده و این اثر در تاریخ ۷ خرداد ۱۳۸۷ با شمارهٔ ثبت ۲۲۸۰۵ به‌عنوان یکی از آثار ملی ایران به ثبت رسیده است.